# Yūko Nasaka
Yūko Nasaka (名坂 有子, Nasaka Yūko), née en 1938, est une artiste japonaise. Elle est membre de Gutai, un mouvement artistique d’avant-garde japonais.

## Biographie
Elle est née en 1938 à Osaka au Japon. 